# Xabier Albistur
Francisco Xabier Albistur Marin (Santesteban, Navarra, 4 de enero de 1944) es un político español de ideología nacionalista vasca, que desde 1996 hasta 2008 fue miembro del Senado en representación del Partido Nacionalista Vasco. 
Con anterioridad fue, entre otros cargos públicos, alcalde de San Sebastián (1987-1991) y Diputado del Congreso (1993-1996). Militante del PNV, tras la escisión ocupó cargos políticos en Eusko Alkartasuna, para después retornar al partido matriz.

## Formación
Xabier Albistur nació en 1944 en la localidad navarra de Santesteban. Está licenciado en Filosofía y Letras y en Sociología. Tiene además un Master en Sociología y otro en Dirección Comercial y Marketing.

## Inicios políticos en PNV
Entre 1973 y 1978 fue director del Departamento de Estudios de la Caja Laboral Popular. Militante del Partido Nacionalista Vasco (PNV) durante la Transición Española. 
En 1980 entró a formar parte como Viceconsejero de Trabajo y Empleo (Departamento de Trabajo) del primer Gobierno Vasco de Carlos Garaikoetxea. En 1983 es nombrado Vicepresidente de la Diputación Foral de Guipúzcoa, cargo que compagina con la presidencia de la Caja de Ahorros Provincial de Guipúzcoa. 
Durante la crisis del PNV y la escisión que se produce en 1986, toma partido por el sector de Carlos Garaikoetxea, que se convertiría en el partido político llamado Eusko Alkartasuna.

## Alcalde de San Sebastián
En junio de 1987 es con el 24,49% de los votos y 7 concejales el candidato más votado a la alcaldía de San Sebastián, encabezando la lista de Eusko Alkartasuna (EA), escisión del PNV que se presentaba por primera vez a unas elecciones municipales. EA logró obtener el apoyo suficiente para elegir alcalde a Albistur, gracias a un pacto de gobierno con Euskadiko Ezkerra (EE), que tenía a su vez 4 concejales. Albistur fue elegido alcalde y una coalición EA-EE en minoría gobernó la ciudad durante los siguientes 4 años (1987-1991). La buena coyuntura económica permitió al gobierno de Albistur poner numerosos proyectos en marcha, pero la mayor parte de ellos se finalizaron en la legislatura siguiente (Museo Naval, Centro Cultural Koldo Mitxelena, Estadio de Anoeta, etc..)
En las elecciones de 1991 volvió a encabezar la lista más votada con EA, que obtuvo un 22,58% de los votos y 6 concejales, pero la coalición con EE (2), que había obtenido 2 concejales no fue suficiente para darle la alcaldía. Una coalición entre PSE-PSOE (5 ediles), PP (5) y PNV (4), que eran la 3.ª, 4.ª y 5.ª listas más votadas del consistorio , desalojó a Albistur de la alcaldía en favor de Odón Elorza (PSOE), que se convertiría en el primer alcalde socialista de la historia de la ciudad, continuando como primer edil hasta el año 2011. 
Albistur consiguió el apoyo de su grupo de EA y EE, que llegaron a 8 votos pero la candidatura socialista de Elorza consiguió los votos favorables de su grupo socialista, de los populares y los jeltzales, en total un número de 14 votos a favor. HB, con 5 ediles, votó en contra de ambas candidaturas.

## Elección como diputado y ruptura con EA
En las Elecciones generales españolas de 1993 al Congreso de los Diputados se presentó como cabeza de lista en Guipúzcoa por la coalición nacionalista Eusko Alkartasuna-Euskal Ezkerra (EA-EuE). Aunque Albistur salió elegido diputado el 6 de junio, estas elecciones supusieron un fracaso para la coalición, ya que EA-EuE obtuvo peores resultados que los que había obtenido EA en solitario 4 años antes. De hecho, EA perdió uno de los dos diputados que tenía en el Congreso, siendo Albistur el único diputado que obtuvo este partido político. Estos malos resultados supusieron la ruptura de la coalición en los meses siguientes y la desaparición de EuE como formación política. 
Molesto con la actitud que tomó la dirección de su partido (EA) con respecto a su socio de coalición (EuE); en febrero de 1994 se hace público un visible enfrentamiento entre la dirección de Eusko Alkartasuna y Albistur, después de que este se entrevistara con Xabier Arzalluz, presidente del PNV, sin haberlo comunicado a la dirección de su partido, lo que fue interpretado por la dirección de EA como una traición. A raíz de aquel incidente, Albistur fue expulsado de la dirección de EA y este partido solicitó su dimisión como diputado, pero Albistur se negó a ello aludiendo que el acta de diputado pertenecía a la coalición EA-EuE y no a EA en solitario. Albistur agotó la legislatura, hasta 1996, como diputado de una la coalición EA-EuE, en la que EA le había expulsado del seno de su organización y EuE ya no existía como partido político. Durante estos años se produce su acercamiento al PNV actuando en la práctica en la etapa final de la V Legislatura de España como el sexto diputado del PNV en el Congreso.

## Senador por el PNV
En las Elecciones generales españolas de 1996 del 3 de marzo es elegido Senador por Guipúzcoa, aunque esta vez en las filas del PNV. Desde 1996, Albistur es miembro del Senado, habiendo sido reelegido en las elecciones de 2000 y 2004. En mayo de 2004 es designado para presidir la Comisión de Industria, Comercio y Turismo del Senado.
En la actualidad ejerce el cargo de Senador y es Presidente de la Asociación Lankide (ONG), Asociación vasca para la formación, la cooperación y el desarrollo. 
En 1996 le fue concedida la Orden de San Raimundo de Peñafort.